# Molophilus (Molophilus) duplicatus
Molophilus (Molophilus) duplicatus is een tweevleugelige uit de familie steltmuggen (Limoniidae). De soort komt voor in het Palearctisch gebied.